# Naess-Gletscher
Der Naess-Gletscher ist ein kleiner Gletscher an der Rymill-Küste des Palmerlands auf der Antarktischen Halbinsel. Er fließt in westlicher Richtung zum George-VI-Sund. Vom nördlich gelegenen Chapman-Gletscher trennt ihn ein felsiger Gebirgskamm.
Erste Vermessungen des Gletschers nahmen 1936 Teilnehmer der British Graham Land Expedition (1934–1937) unter der Leitung des australischen Polarforschers John Rymill vor. Das UK Antarctic Place-Names Committee benannte ihn 1954 nach dem Norweger Erling Dekke Næss (1901–1993) von der Vestfold Whaling Company, der die British Graham Land Expedition umfangreich unterstützt hatte.